# Frans Verbeeck
Frans Verbeeck (Langdorp, 13 giugno 1941) è un ex ciclista su strada belga, professionista dal 1963 al 1977.
Fiammingo, specialista delle gare di un giorno, vinse più di 160 corse ma mai una classica monumento: tra i suoi principali successi rientrano un'Amstel Gold Race, una Freccia Vallone e due Omloop Het Volk.

## Carriera
Passato professionista nel luglio 1963 con la squadra belga Marcel Kint-Reno, nei tre anni e mezzo seguenti ottenne alcuni buoni piazzamenti, secondo al Rund um den Henninger-Turm 1964, nono alla Parigi-Bruxelles e settimo all'Omloop Het Volk 1966, ma nessuna vittoria di grande rilievo. Non erano quelli i risultati aspettati, i guadagni non arrivavano e così, nel 1967, Verbeeck, venticinquenne, lasciò il ciclismo per andare a lavorare nell'azienda lattiera di famiglia; curiosamente, dopo quell'esperienza si guadagnò il soprannome di "lattaio volante di Wilsele".
L'addio al ciclismo non durò molto: al termine dell'anno ricevette un incarico temporaneo come assistente manager presso il piccolo team Goldor-Gerka, nel maggio 1968 fece quindi ufficialmente il proprio rientro alle gare professionistiche. I duri allenamenti dell'inverno 1968-1969 furono ricompensati da numerosi successi e piazzamenti di rilievo nelle stagioni subito seguenti: nel 1969 fu secondo alla Parigi-Tours, nel 1970, dopo il trasferimento alla Watney, vinse l'Omloop Het Volk, nel 1971 fece sua l'Amstel Gold Race e l'anno dopo si riconfermò ancora all'Omloop Het Volk; nel 1972 vinse anche la Gand-Wevelgem, ma venne poi retrocesso al quinto posto per volata irregolare. Arrivarono in quegli anni anche un terzo posto al Giro delle Fiandre, un secondo ed un terzo alla Liegi-Bastogne-Liegi, un terzo posto al Giro di Lombardia.
Nei primi anni 1970 si andava intanto affermando come uno dei principali rivali del "Cannibale" Eddy Merckx nella lotta per le classiche di primavera: tra il 1970 e il 1977 salì sul podio di una classica per tredici volte, vincendo però in sole due occasioni e guadagnandosi presto la nomea di "eterno secondo". Nel 1973 fu secondo alla Gand-Wevelgem, all'Amstel Gold Race e, per soli due centimetri, alla Liegi-Bastogne-Liegi, battuto in tutte e tre le occasioni da Merckx; l'anno dopo vinse la Freccia Vallone ma chiuse secondo al Fiandre, mentre nel 1975 fu ancora sulla piazza d'onore al Giro delle Fiandre e ancora sconfitto nella sfida a due con Merckx. Dopo i successi all'E3 Prijs Harelbeke nel 1975 e al Grote Scheldeprijs l'anno dopo, si ritirò dall'attività al termine della stagione 1977.
Proprio nel 1977 ha fondato l'azienda di abbigliamento sportivo Vermarc ("Ver" è la prima parte del cognome, "Marc" il nome del figlio), che nel 2012 fornisce le divise di gara alle formazioni ciclistiche professionistiche Lotto-Belisol, Omega Pharma-Quickstep, Landbouwkrediet-Euphony, MTN-Qhubeka e Topsport Vlaanderen-Mercator, nonché alla Federazione belga di atletica leggera e alla società calcistica Oud-Heverlee Leuven; in precedenza la ditta aveva collaborato con i team ciclistici TVM, ADR e AG2R La Mondiale.

## Palmarès
- 1964

Tour des Flandres "B"
- 1969

Grand Prix du Tournaisis
Omloop der Vlaamse Gewesten
Ronde van Oost-Vlaanderen-Evergem
Grote Prijs Jef Scherens
- 1970

1ª tappa, 1ª semitappa Giro del Belgio
1ª tappa Tour de l'Oise
Classifica generale Tour de l'Oise
Circuit des Régions Fruitières
Trèfle a 4 feuilles
Omloop Het Volk
1ª tappa Tour de Luxembourg
2ª tappa, 1ª semitappa, Parigi-Lussemburgo
5ª tappa Tour du Nord
Grote Prijs Jef Scherens
Flèche Hesbignonne-Cras Avernas
- 1971

Circuit de la région vinicole
Flèche Halloise
Grand Prix du Tournaisis
Grand Prix de Cannes
Polders-Kempen
Grand Prix d'Antibes
Grand Prix de Monaco
Amstel Gold Race
1ª tappa Quatre Jours de Dunkerque
5ª tappa, 1ª semitappa Quatre Jours de Dunkerque
1ª tappa Tour de Luxembourg
3ª tappa, 1ª semitappa Tour de Luxembourg
3ª tappa, 2ª semitappa Tour de Luxembourg
4ª tappa, 1ª semitappa Tour de Luxembourg
Grote Prijs Lambrechts
Grote Prijs Jef Scherens
- 1972

Grand Prix de Nice
Grand Prix de Monaco
Grand Prix de Saint-Tropez
Tour du Haut-Var
Omloop Het Volk
3ª tappa Giro del Belgio
5ª tappa, 1ª semitappa Giro del Belgio
2ª tappa Critérium du Dauphiné Libéré
1ª tappa Tour de Luxembourg
Grote Prijs Frans Verbeeck
1ª tappa Tour du Nord
3ª tappa Tour du Nord
5ª tappa Tour du Nord
- 1973

Grand Prix de Saint-Tropez
Omloop der Vlaamse Ardennen - Ichtegem
4ª tappa, 1ª semitappa Tirreno-Adriatico
2ª tappa Quatre Jours de Dunkerque
1ª tappa Critérium du Dauphiné Libéré
Campionati belgi, Prova in linea
- 1974

Grand Prix de Nice
Tour du Limbourg
Grote Prijs Frans Verbeeck
Grand Prix de Wallonie
Freccia Vallone
Prologo Giro del Belgio (cronocoppie, con Ferdinand Bracke)
Omloop van Midden-Brabant
Grand Prix du Tournaisis
Tour du Condroz
3ª tappa Tour de Luxembourg
Grand Prix d'Orchies
- 1975

Grote Prijs Frans Verbeeck
E3 Prijs Harelbeke
1ª tappa Tour de Luxembourg
Classifica generale Tour de Luxembourg
- 1976

Grand Prix d'Antibes
Grand Prix de Monaco
Bruxelles-Bievène
Omloop van Midden-Brabant
Grote Prijs Frans Verbeeck
3ª tappa Tour Méditerranéen
1ª tappa Tour de Luxembourg
2ª tappa Tour de Luxembourg
Classifica generale Tour de Luxembourg
Grote Scheldeprijs
Grote Prijs Jef Scherens
- 1977

Freccia del Brabante
Omloop van Midden-Brabant
Circuit de Wallonie
Druivenkoers

### Altri successi
- 1960

Kapellen (Kermesse)
- 1964

Lommel (Criterium)
Stekene (Kermesse)
- 1965

Tirlemont (Kermesse)
- 1969

Overpelt (Kermesse)
Wavre (Kermesse)
- 1970

Machelen (Kermesse)
Wavre (Kermesse)
Melle (Kermesse)
Stal-Koersel (Kermesse)
Zele (Kermesse)
Bruxelles-Merchtem (Kermesse)
- 1971

Beernem (Kermesse)
Wavre (Kermesse)
Bruxelles-Merchtem (Kermesse)
Heist-op-den-Berg (Kermesse)
Classifica punti Giro del Lussemburgo
Halse Pijl (Kermesse)
Leeuwse Pijl (Kermesse)
Buggenhout-Opstal (Kermesse)
Melsele (Kermesse)
Nieuwkerken-Waas (Kermesse)
Hoeilaart-Diest-Hoeilaart (Kermesse)
- 1972

Classifica punti Giro del Belgio
Leeuwse Pijl
- 1973

2ª tappa, 1ª semitappa, Tour de France (cronosquadre)
- 1975

Classifica punti Giro dei Paesi Bassi

## Piazzamenti

### Grandi Giri
- Tour de France

1964: ritirato (9ª tappa)
1972: 16º
1973: ritirato (13ª tappa)
- Vuelta a España

1965: 15º

### Classiche monumento
- Milano-Sanremo

1966: 56º
1969: ritirato
1970: 9º
1971: 11º
1972: 4º
1973: 6º
1974: 8º
1975: 12º
1977: 15º
- Giro delle Fiandre

1966: 19º
1969: 8º
1970: 4º
1971: 16º
1972: 3º
1973: 7º
1974: 2º
1975: 2º
1976: 9º
1977: 8º
- Parigi-Roubaix

1965: 26º
1970: 6º
1971: 14º
1973: 6º
1976: 10º
- Liegi-Bastogne-Liegi

1964: 27º
1969: 8º
1970: 2º
1971: 3º
1973: 2º
1974: 10º
1975: 4º
1976: 3º
1977: 7º
- Giro di Lombardia

1964: 36º
1970: 13º
1971: 3º
1972: 4º
1973: 8º
1974: 5º
1976: 7º

### Competizioni mondiali
- Campionati del mondo

Leicester 1970 - In linea: 8º
Mendrisio 1971 - In linea: 8º
Gap 1972 - In linea: 8º
Barcellona 1973 - In linea: ritirato
Montréal 1974 - In linea: ritirato
Yvoir 1975 - In linea: 13º
Ostuni 1976 - In linea: 14º